# Neustadt/Spree
Neustadt/Spree (Oppersorbisch: Nowe Město/Sprjewja) is een plaats in de Duitse gemeente Spreetal, deelstaat Saksen, en telt 403 inwoners (1995).
Ter onderscheiding van de andere Neustadt-plaatsen wordt officieel ook gebruik gemaakt van de namen Neustadt (Spree) en Neustadt/Spree.

## Sport
De voetbalclub van de plaats heet LSV Neustadt/Spree.